# Teresa Stadlober
Teresa Stadlober (* 1. Februar 1993 in Schladming, Steiermark) ist eine österreichische Skilangläuferin. Sie startet für den SC Radstadt.

## Familie
Teresa Stadlober ist die Tochter von Roswitha Stadlober und Alois Stadlober. Ihr Bruder Luis Stadlober war ebenfalls Skilangläufer.

## Werdegang
Nach einigen österreichischen Staatsmeistertiteln im Jugend- und Juniorinnen-Sektor startet sie seit 2010 in der allgemeinen Klasse.
2012 schied die Österreicherin vorübergehend aus dem Nationalkader aus. Sie trainierte mit ihrem Vater auf eigene Kosten weiter und erzielte gute Ergebnisse im Alpencup und im Continental Cup. Sie siegte bei mehreren FIS-Rennen in Österreich. Bei den Juniorenweltmeisterschaften in Liberec 2013 lief sie im 5-Kilometer-Skating-Bewerb zu Silber, zwei Tage später holte sie im Skiathlon (5 km Skating + 5 km Klassisch) Gold.
Seit Herbst 2013 ist Teresa Stadlober wieder Teil des Nationalkaders. Im Weltcup, an dem sie seit der Saison 2013/14 teilnimmt, erreichte sie bei der Tour de Ski 2013/14 den 27. Rang. Im Januar 2014 erreichte sie bei den U23-Weltmeisterschaften im Val di Fiemme den dritten Platz im Skiathlon sowie den neunten Platz über 10 km im klassischen Stil. Ihre besten Platzierungen bei den Olympischen Winterspielen 2014 in Sotschi waren der 20. Platz im 30-km-Massenstartrennen und der neunte Rang im Teamsprint. Die Tour de Ski 2015 beendete sie auf dem zehnten Platz in der Gesamtwertung. Bei den Nordischen Skiweltmeisterschaften 2015 in Falun errang sie den 25. Platz über 10 km Freistil, den 21. Rang im Skiathlon und den 13. Platz im 30-km-klassisch-Massenstartrennen. Die Saison beendete sie auf dem 28. Platz im Gesamtweltcup und dem zweiten Platz in der U23-Wertung. In der Saison 2015/16 kam sie bei der Nordic Opening in Ruka auf den 27. Platz und bei der Tour de Ski 2016 auf den 11. Rang. Zum Saisonende errang sie den 18. Platz bei der Ski Tour Canada und erreichte den 19. Platz im Gesamtweltcup, den 15. Platz im Distanzweltcup und den dritten Platz in der U23-Wertung. In der folgenden Saison belegte sie den 15. Platz bei der Weltcup-Minitour in Lillehammer und den neunten Rang bei der Tour de Ski 2016/17. Bei den Nordischen Skiweltmeisterschaften 2017 in Lahti errang sie den 12. Platz über 10 km klassisch, den achten Platz im 30-km-Massenstartrennen und den sechsten Platz im Skiathlon. Zum Saisonende kam sie beim Weltcup-Finale in Québec auf den 14. Platz und erreichte den 12. Platz im Gesamtweltcup und den elften Rang im Distanzweltcup.

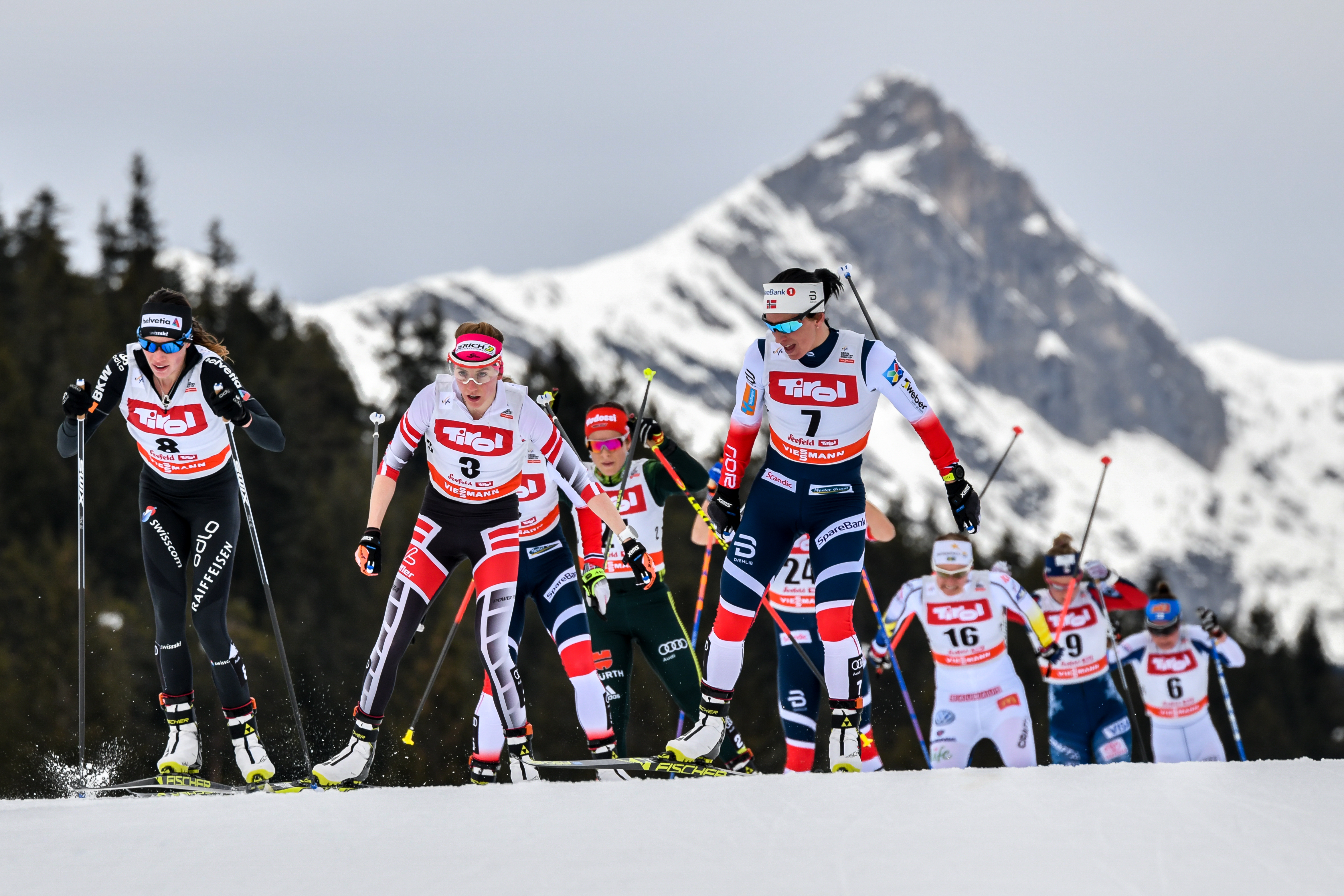
Stadlober (Mitte) beim Seefeld-Triple 2018

In der Saison 2017/18 kam Stadlober im Weltcup 15-mal unter die ersten Zehn. Beim Ruka Triple wurde sie Sechste und bei der Tour de Ski 2017/18 Fünfte. Dabei errang sie im Fleimstal mit Platz drei im 10-km-Massenstartrennen und der zweitschnellsten Zeit bei der Abschlussetappe auf die Alpe Cermis ihre ersten Podestplatzierungen im Weltcup. Beim Saisonhöhepunkt, den Olympischen Winterspielen 2018 in Pyeongchang, erreichte im Skiathlon über 15 km den siebenten und über 10 km Freistil den neunten Rang. Über 30 km im klassischen Stil verlief sie sich und fiel vom zweiten auf den neunten Platz zurück. Zum Saisonende errang sie beim Weltcupfinale in Falun den 14. Platz und belegte abschließend den achten Platz im Gesamtweltcup und den siebten Rang im Distanzweltcup. In der Saison 2018/19 belegte sie den siebten Platz beim Lillehammer Triple und den 29. Rang beim Weltcupfinale in Québec. Bei den nordischen Skiweltmeisterschaften 2019 in Seefeld in Tirol wurde sie im 30-km-Massenstartrennen und über 10 km klassisch jeweils Achte. Die Saison beendete sie auf dem 22. Platz im Gesamtweltcup und auf dem 12. Rang im Distanzweltcup. Nach Platz 16 beim Ruka Triple zu Beginn der Saison 2019/20, wurde sie Sechste bei der Tour de Ski 2019/20 und errang im Skiathlon in Oberstdorf den dritten Platz. Zum Saisonende kam sie bei der Skitour auf den elften Platz, erreichte den zehnten Platz im Gesamtweltcup und den neunten Rang im Distanzweltcup.
In der Saison 2020/21 belegte Stadlober den 16. Platz beim Ruka Triple und den neunten Rang bei der Tour de Ski 2021 und erreichte damit den 14. Platz im Gesamtweltcup und den 11. Rang im Distanzweltcup. Bei den Nordischen Skiweltmeisterschaften 2021 in Oberstdorf wurde sie Neunte über 10 km Freistil, Fünfte im 30-km-Massenstartrennen und Vierte im Skiathlon. In der folgenden Saison wurde sie bei der Tour de Ski 2021/22 mit vier Top-Zehn-Platzierungen Siebte und erreichte bei den Olympischen Winterspielen 2022 in Peking den dritten Platz im Skiathlon. Sie ist damit die erste österreichische Skilangläuferin die bei Olympischen Winterspielen eine Medaille gewann.
Stadlober gewann bisher bei österreichischen Meisterschaften 25 Medaillen, davon 14-mal Gold (Stand: Saisonende 2017/18).

## Teilnahmen an Weltmeisterschaften und Olympischen Winterspielen

### Olympische Spiele
- 2014 Sotschi: 8. Platz Teamsprint klassisch, 12. Platz Staffel, 20. Platz 30 km Freistil Massenstart, 36. Platz 15 km Skiathlon
- 2018 Pyeongchang: 7. Platz 15 km Skiathlon, 9. Platz 10 km Freistil, 9. Platz 30 km klassisch Massenstart, 14. Platz Teamsprint Freistil
- 2022 Peking: 3. Platz 15 km Skiathlon, 6. Platz Teamsprint klassisch, 9. Platz 10 km klassisch, 11. Platz 30 km Freistil Massenstart

### Nordische Skiweltmeisterschaften
- 2013 Val di Fiemme: 11. Platz Staffel, 26. Platz 10 km Freistil, 29. Platz 15 km Skiathlon
- 2015 Falun: 13. Platz 30 km klassisch Massenstart, 21. Platz 15 km Skiathlon, 25. Platz 10 km Freistil
- 2017 Lahti: 6. Platz 15 km Skiathlon, 8. Platz 30 km Freistil Massenstart, 12. Platz 10 km klassisch
- 2019 Seefeld in Tirol: 8. Platz 30 km Freistil Massenstart, 8. Platz 10 km klassisch
- 2021 Oberstdorf: 4. Platz 15 km Skiathlon, 5. Platz 30 km klassisch Massenstart, 9. Platz 10 km Freistil
- 2023 Planica: 8. Platz 30 km klassisch Massenstart, 17. Platz 15 km Skiathlon
- 2025 Trondheim: 4. Platz 10 km klassisch, 11. Platz 50 km Freistil Massenstart, 16. Platz 20 km Skiathlon

## Platzierungen im Weltcup

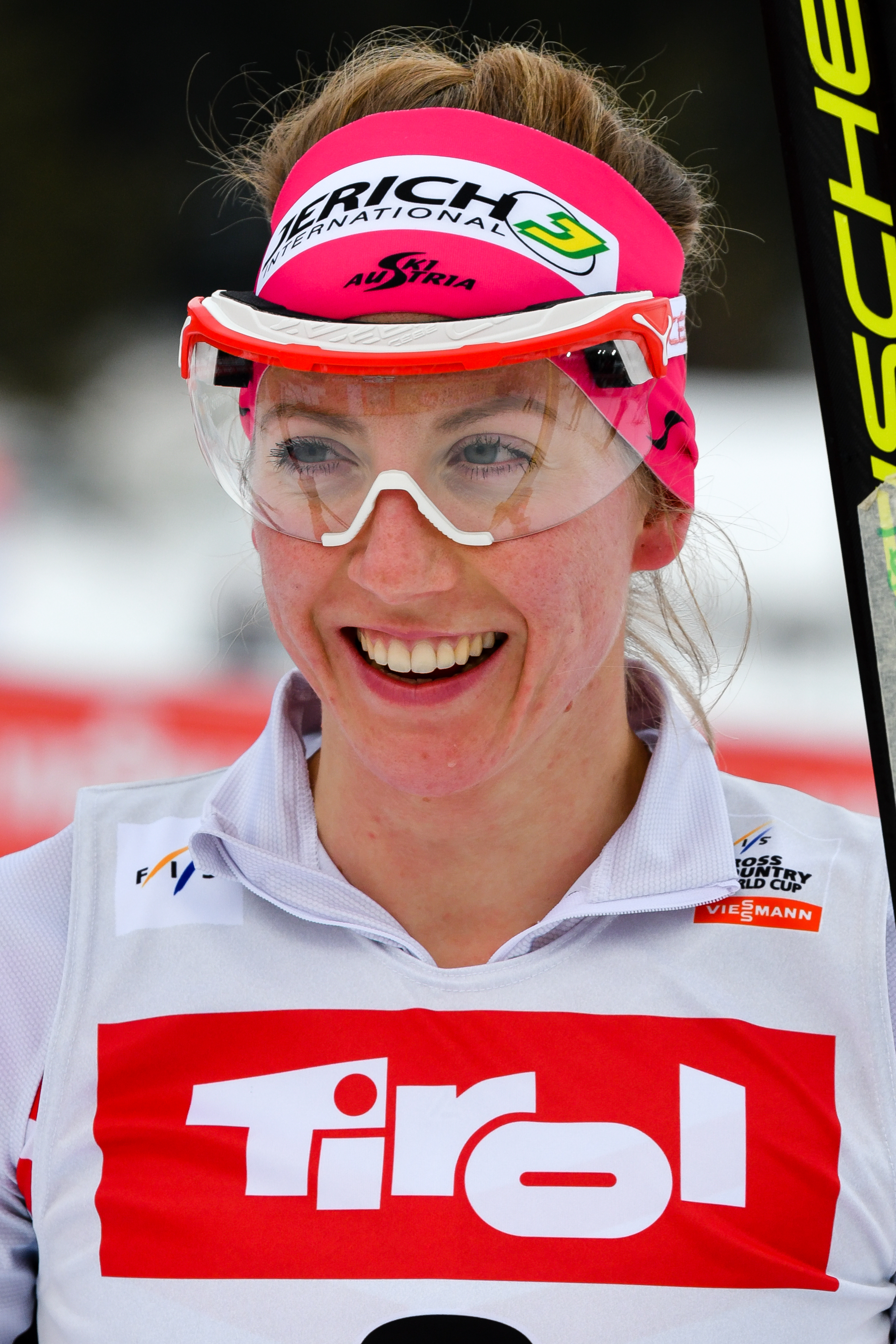
Teresa Stadlober 2018 in Seefeld

### Weltcup-Statistik
Die Tabelle zeigt die erreichten Platzierungen im Einzelnen.
- 1.–3. Platz: Anzahl der Podiumsplatzierungen
- Top 10: Anzahl der Platzierungen unter den ersten zehn
- Punkteränge: Anzahl der Platzierungen innerhalb der Punkteränge
- Starts: Anzahl gelaufener Rennen in der jeweiligen Disziplin
- Hinweis: Bei den Distanzrennen erfolgt die Einordnung gemäß FIS.

| Platzierung               | Distanzrennen a | Distanzrennen a | Distanzrennen a | Distanzrennen a | Distanzrennen a | Skiathlon Verfolgung | Sprint | Etappen- rennen b | Gesamt | Team   | Team    |
| Platzierung               | ≤ 5 km          | ≤ 10 km         | ≤ 15 km         | ≤ 30 km         | > 30 km         | Skiathlon Verfolgung | Sprint | Etappen- rennen b | Gesamt | Sprint | Staffel |
| ------------------------- | --------------- | --------------- | --------------- | --------------- | --------------- | -------------------- | ------ | ----------------- | ------ | ------ | ------- |
| 1. Platz                  |                 |                 |                 |                 |                 |                      |        |                   |        |        |         |
| 2. Platz                  |                 |                 |                 |                 |                 | 2                    |        |                   | 2      |        |         |
| 3. Platz                  |                 | 1               |                 | 1               |                 | 1                    |        |                   | 3      |        |         |
| Top 10                    |                 | 35              | 5               | 10              | 4               | 19                   |        | 10                | 83     |        | 1       |
| Punkteränge               | 6               | 77              | 9               | 23              | 4               | 48                   | 13     | 22                | 202    | 1      | 1       |
| Starts                    | 12              | 80              | 10              | 23              | 4               | 51                   | 58     | 24                | 262    | 1      | 1       |
| Stand: Saisonende 2024/25 |                 |                 |                 |                 |                 |                      |        |                   |        |        |         |

### Weltcup-Gesamtplatzierungen
| Saison  | Gesamt | Gesamt | Distanz | Distanz | Sprint | Sprint |
| Saison  | Punkte | Platz  | Punkte  | Platz   | Punkte | Platz  |
| ------- | ------ | ------ | ------- | ------- | ------ | ------ |
| 2013/14 | 47     | 72.    | 31      | 54.     | -      | -      |
| 2014/15 | 247    | 28.    | 143     | 26.     | -      | -      |
| 2015/16 | 486    | 19.    | 330     | 15.     | -      | -      |
| 2016/17 | 532    | 12.    | 348     | 11.     | -      | -      |
| 2017/18 | 888    | 8.     | 592     | 7.      | -      | -      |
| 2018/19 | 340    | 22.    | 264     | 12.     | -      | -      |
| 2019/20 | 793    | 10.    | 520     | 9.      | 11     | 65.    |
| 2020/21 | 455    | 14.    | 306     | 11.     | 3      | 80.    |
| 2021/22 | 417    | 17.    | 273     | 11.     | -      | -      |
| 2022/23 | 988    | 15.    | 776     | 10.     | 14     | 104.   |
| 2023/24 | 1230   | 12.    | 1022    | 9.      | 40     | 72.    |
| 2024/25 | 1194   | 10.    | 970     | 7.      | 8      | 109.   |

## Auszeichnungen
- 2022: Ehrenlorbeer des Salzburger Sports in Gold[5]